# Sar Gīrah
Sar Gīrah (persiska: سَر تيرَه, Sar Tīrah, سر گیره) är en ort i Iran.   Den ligger i provinsen Kohgiluyeh och Buyer Ahmad, i den centrala delen av landet, 600 km söder om huvudstaden Teheran. Sar Gīrah ligger 713 meter över havet och antalet invånare är 214.
Terrängen runt Sar Gīrah är kuperad västerut, men österut är den bergig. Runt Sar Gīrah är det ganska glesbefolkat, med 45 invånare per kvadratkilometer. Närmaste större samhälle är Cheram, 12,1 km norr om Sar Gīrah. Omgivningarna runt Sar Gīrah är i huvudsak ett öppet busklandskap.